# De Rembrandtvervalsing
De Rembrandtvervalsing is een hoorspel van Edward J. Mason. The Rembrandt Touch werd op 7 augustus 1962 door de BBC uitgezonden in een serie, getiteld Guilty Party (Wie is de dader?). M. Perquin vertaalde het en de TROS zond het uit op zondag 16 januari 1972. De regisseur was Harry Bronk. Het hoorspel duurde 25 minuten.

## Rolbezetting
- Jan Borkus (Joe)
- Paul van der Lek (Galloway)
- Dogi Rugani (Lady Polderra)
- Bert Dijkstra (Sean Polderra)
- Huib Orizand (Sir George Kirkland)
- Jos van Turenhout (Porgess, de butler)
- Frans Somers (Professor Parr)

## Inhoud
In het huis van een adellijke dame hangt een echte Rembrandt. De dame is echter niet al te gefortuneerd en daarom stelt ze haar landgoed is ter bezichtiging open. Wie de poort openzet, haalt echter ook het kwaad binnen. De boze vertoont zich in de gedaante van een museumbeheerder die prompt verklaart dat het pronkjuweel een vervalsing is. Toevallig zijn een detective en een inspecteur van de partij. Zij stellen onmiddellijk de vraag: “Wie heeft de brave lady deze kool gestoofd? Wie stal het echte doek?” en het antwoord volgt haast even vlug…